# Wolfgang Fackler

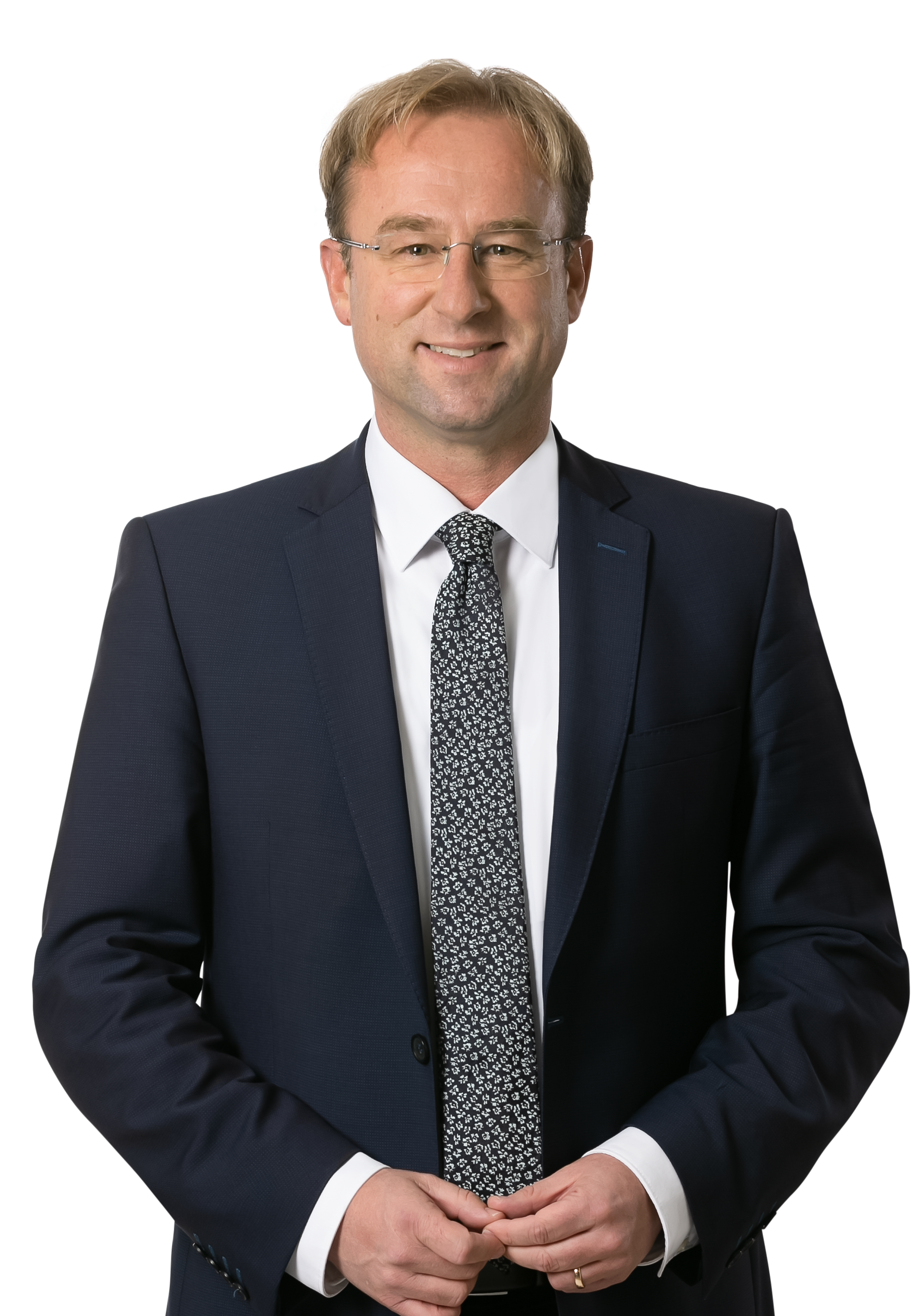
Wolfgang Fackler (2019)

Wolfgang Fackler (* 7. April 1975 in München) ist ein deutscher Jurist und Politiker (CSU). Er ist seit 2013 Mitglied des Bayerischen Landtags.

## Werdegang
Bei der Landtagswahl 2013 gewann Wolfgang Fackler das Direktmandat im Stimmkreis Donau-Ries, das er 2018 und 2023 klar verteidigte. Seit dem 7. Oktober 2013 gehört Fackler damit dem Bayerischen Landtag an. Fackler war von 2018 bis 2023 Vorsitzender des Ausschusses für Fragen des öffentlichen Dienstes des Bayerischen Landtags und ist seit 8. November 2023 der Bürgerbeauftragte der Bayerischen Staatsregierung. Seit 2008 gehört Fackler dem Stadtrat seines Wohnortes Donauwörth an und seit 2014 ist er auch Mitglied im Kreistag des Landkreises Donau-Ries.
Wolfgang Fackler ist verheiratet und hat zwei Kinder. Er ist römisch-katholischer Konfession.